# هليوبسيس
الهليوبسيس (باللاتينية: Heliopsis) جنس نباتي يتبع الفصيلة النجمية (المركبة) ويضم تسعة أنواع. موطن نباتات هذا النوع هو الأمريكتين.

## أنواعها
- الهليوبسيس الناعم (باللاتينية: Heliopsis gracilis)
- الهليوبسيس متقابل الأوراق (باللاتينية: Heliopsis oppositifolia)
- الهليوبسيس صغير الأوراق (باللاتينية: Heliopsis parvifolia)